# Khanh Hoa (provincie)
Khanh Hoa (vietnamsky Khánh Hòa) je provincie na jihu Vietnamu v niž žije přes milion obyvatel, jejichž drtivou většinu tvoří Vietnamci. Region se zaměřuje na pěstování rýže. Jeho pláže a starověký chrám z období království Čampa jsou základem cestovního ruchu. Hlavní město Nha Trang je průmyslovým centrem celého středního Vietnamu.

## Geografie
Provincii kromě pobřeží Jihočínského moře také obklopují provincie Phu Yen, Dak Lak, Lam Dong a Ninh Thuan.